# Челябинская ТЭЦ-1
Челябинская ТЭЦ-1 — теплоэлектроцентраль (разновидность тепловой электростанции), расположенная в Ленинском районе города Челябинска. Входит в состав ПАО "Форвард Энерго".

## История
В сентябре 1934 года была выбрана строительная площадка для станции, а к декабрю были утверждены проект и смета на ее строительство. Руководителем строительства ТЭЦ была назначена Ф. Е. Ростова. Первоначально планировалась проектная мощность ТЭЦ-1 в 50 МВт, но в процессе строительства было принято решение о её увеличении. Плановый срок пуска был 1936 год, но первая очередь ТЭЦ-1 была запущена 18 января 1942 года. С марта 1945 года установленная мощность станции достигла 250 МВт, станция стала второй на Урале по мощности и одной из самых крупных в стране.

## Описание
На ТЭЦ установлено следующее оборудование (с поперечными связями):
- 3 противодавленческие турбины[3]:
- 7 энергетических паровых котлов;
- 6 пиковых водогрейных котлов.

В сентябре 2014 года на Челябинской ТЭЦ-1 завершено строительство двух газотурбинных установок (ГТУ) мощностью 88 МВт. Установленная электрическая мощность станции увеличена на 60 %.
Установленная электрическая мощность ТЭЦ на 1 июля 2021 года — 133,8 МВт, тепловая — 827,1 МВт.

## Перечень основного оборудования
| Агрегат                                       | Тип                   | Изготовитель                                     | Количество | Ввод в эксплуатацию | Основные характеристики | Основные характеристики | Источники |
| Агрегат                                       | Тип                   | Изготовитель                                     | Количество | Ввод в эксплуатацию | Параметр                | Значение                | Источники |
| --------------------------------------------- | --------------------- | ------------------------------------------------ | ---------- | ------------------- | ----------------------- | ----------------------- | --------- |
| Оборудование паротурбинных установок          |                       |                                                  |            |                     |                         |                         |           |
| Паровой котёл                                 | КО-VI-200             | Ленинградский металлический завод                | 1          | 1943 г.             | Топливо                 | газ                     | [ 5 ]     |
| Паровой котёл                                 | КО-VI-200             | Ленинградский металлический завод                | 1          | 1943 г.             | Производительность      | 200 т/ч                 | [ 5 ]     |
| Паровой котёл                                 | КО-VI-200             | Ленинградский металлический завод                | 1          | 1943 г.             | Параметры пара          | 34 кгс/см2, 425 °С      | [ 5 ]     |
| Паровой котёл                                 | —                     | Ленинградский металлический завод                | 1          | 1943 г.             | Топливо                 | газ                     | [ 5 ]     |
| Паровой котёл                                 | —                     | Ленинградский металлический завод                | 1          | 1943 г.             | Производительность      | 170 т/ч                 | [ 5 ]     |
| Паровой котёл                                 | —                     | Ленинградский металлический завод                | 1          | 1943 г.             | Параметры пара          | 34 кгс/см2, 400 °С      | [ 5 ]     |
| Паровой котёл                                 | ТКП-3                 | Таганрогский котельный завод «Красный котельщик» | 1          | 1943 г.             | Топливо                 | газ                     | [ 5 ]     |
| Паровой котёл                                 | ТКП-3                 | Таганрогский котельный завод «Красный котельщик» | 1          | 1943 г.             | Производительность      | 200 т/ч                 | [ 5 ]     |
| Паровой котёл                                 | ТКП-3                 | Таганрогский котельный завод «Красный котельщик» | 1          | 1943 г.             | Параметры пара          | 34 кгс/см2, 420 °С      | [ 5 ]     |
| Паровая турбина                               | Р-25-29/1,2           | Уральский турбинный завод                        | 2          | 1958 г. 1959 г.     | Установленная мощность  | 25 МВт                  | [ 5 ]     |
| Паровая турбина                               | Р-25-29/1,2           | Уральский турбинный завод                        | 2          | 1958 г. 1959 г.     | Тепловая нагрузка       | 105 Гкал/ч              | [ 5 ]     |
| Водогрейное оборудование                      |                       |                                                  |            |                     |                         |                         |           |
| Водогрейный котел                             | ПТВМ-100              | Барнаульский котельный завод                     | 2          | 1971 г. 1972 г.     | Топливо                 | газ                     | [ 5 ]     |
| Водогрейный котел                             | ПТВМ-100              | Барнаульский котельный завод                     | 2          | 1971 г. 1972 г.     | Тепловая мощность       | 100 Гкал/ч              | [ 5 ]     |
| Водогрейный котел                             | КВГМ-100              | Дорогобужский котельный завод                    | 2          | 1981 г. 1986 г.     | Топливо                 | газ                     | [ 5 ]     |
| Водогрейный котел                             | КВГМ-100              | Дорогобужский котельный завод                    | 2          | 1981 г. 1986 г.     | Тепловая мощность       | 100 Гкал/ч              | [ 5 ]     |
| Оборудование газотурбинных установок PG 6581B |                       |                                                  |            |                     |                         |                         |           |
| Газовая турбина                               | MS6001B               | General Electric                                 | 2          | 2014 г.             | Топливо                 | газ                     | [ 5 ]     |
| Газовая турбина                               | MS6001B               | General Electric                                 | 2          | 2014 г.             | Установленная мощность  | 41,8 МВт; 42 МВт        | [ 5 ]     |
| Газовая турбина                               | MS6001B               | General Electric                                 | 2          | 2014 г.             | tвыхлопа                | 551 °C                  | [ 5 ]     |
| Котёл-утилизатор                              | ПК-79 (Пр-76/3,3/415) | «ЗиО-Подольск»                                   | 2          | 2014 г.             | Производительность      | 76 т/ч                  | [ 5 ]     |
| Котёл-утилизатор                              | ПК-79 (Пр-76/3,3/415) | «ЗиО-Подольск»                                   | 2          | 2014 г.             | Параметры пара          | 33 кгс/см2, 415 °С      | [ 5 ]     |
| Котёл-утилизатор                              | ПК-79 (Пр-76/3,3/415) | «ЗиО-Подольск»                                   | 2          | 2014 г.             | Тепловая мощность       | 0 Гкал/ч                | [ 5 ]     |